# Voltago Agordino
Voltago Agordino är en ort och kommun i provinsen Belluno i regionen Veneto i Italien. Kommunen hade 851 invånare (2018).